# هيئة المخطوطات الإسلامية
هيئة المخطوطات الإسلامية هي منظمة غير ربحية، تهدف إلى المحافظة على مجموعة المخطوطات الإسلامية في العالم وتمكين جمهور الباحثين من الاطلاع عليها، ودعم كل من يتعامل معها. تتيح الهيئة عضويتها للأفراد والمؤسسات والشركات والمكتبات والمتاحف المالكة لمجاميع المخطوطات الإسلامية، ويبلغ عدد أعضاء الهيئة 150 عضو من 25 دولة.

## مهام الهيئة
جاء تأسيس الهيئة رغبة لتلبية الحاجة إلى معالجة تدني مستوى المحافظة على المخطوطات وعدم إتاحة الفرصة لجمهورالباحثين في العالم من الإطلاع عليها وتسهيل الحوار بين الأفراد ذوي الاهتمامات الأكاديمية والمهنية بالمخطوطات الإسلامية، من خلال تعزيز ونشر أفضل المعايير المتبعة في الحفاظ على المخطوطات وتهيئتها وإتاحتها للباحثين، وتوضيح المعايير وأفضل الإرشادات في مجالات الفهرسة والحفظ والرقمنة والنشر الأكاديمي، ودعم التفوق العلمي في مجال المخطوطات الإسلامية وعلم المخطوطات الإسلامية، وإتاحة مصادر المخطوطات والعناية بها للجميع على الإنترنت، واتاحة الفرصة للمتخصصين في تقديم الأبحاث العلمية حول المخطوطات الإسلامية، إضافة إلى تقديم الدعم المالي وتنظيم ورش العمل.